# Columbimorphae
Columbimorphae é um clado que contém aves das ordens Columbiformes (pombos e rolas), Pteroclidiformes e Mesitornithiformes, descoberto por análise genética.
|  | Columbiformes                                                           |
|  |                                                                         |
|  | \| \| Pteroclidiformes \| \| \| \| \| \| Mesitornithiformes \| \| \| \| |
|  |                                                                         |
|  | Pteroclidiformes                                                        |
|  |                                                                         |
|  | Mesitornithiformes                                                      |
|  |                                                                         |

|  | Pteroclidiformes   |
|  |                    |
|  | Mesitornithiformes |
|  |                    |